# Maronea (Attica)
Maronea (in greco antico: Μαρώνεια?, Maróneia) era una località dell'antica Attica, collocata nel distretto minerario del Laurio. In età antica i giacimenti di Maronea, scoperti nel 484 a.C., rendevano fino a due tonnellate e mezzo di argento all'anno. Sul luogo dell'antica città ora sorge il villaggio di Agios Konstantinos.